# LAPV Enok
LAPV Enok (англ. Light Armoured Patrol Vehicle укр. легка панцирна патрульна машина) — захищена військова патрульна машина Бундесверу, що є подальшою захищеною модифікацією легкого автомобіля «Wolf» (укр. Вовк) з спеціальним захисним обладнанням (нім. Sonderschutzausstattung (SSA)). Вона називається «Enok» (укр. Єнот), чия більш поширена назва у Німеччині «Marderhund».

## Історія
На основі тривалого досвіду експлуатації у складних умовах військових модифікацій Mercedes-Benz G з хорошими якостями позашляховика виникла модифікація машини з панцирним захистом. Цьому сприяв її великий кліренс і значний хід підвіска. На відміну від базової моделі салон захищено стальним панцирним корпусом типу монокок згідно зі Стандартом НАТО STANAG 4569 по 2 рівню захисту проти бронебійних куль калібру 7,62 мм × 39 мм і рівня 2а від вибуху під колесами міни вибуховою силою 6 кг. Захист машини перевірили Федеральне управління військової техніки, закупівель і використовування, Технічного центру 91 Бундесверу і підтвердили, що він відповідає вимогам багатоцільових транспортних засобів (нім. Geschützte Führungs- und Funktionsfahrzeuge (GFF)) класу 1. Федеральне управління військової техніки, закупівель і використовування 2008 відхилило усі автомобілі класу захисту 1 через недостатній захист (Gavial, Mungo ESK, VW Frettchen, LAPV Enok). Незважаючи на це цього ж року по програмі невідкладних потреб Бундесвер закупив певну кількість даних машин. Наприкінці 2010 це ж Федеральне управління дало згоду на закупівлю 45 LAPV Enok до кінця року. Наступні партії були замовлені на 2011, 2014 роки.
LAPV Enok може перевозити гелікоптер Sikorsky S-65.